# Emile Nerinckx
Emile Nerinckx (Halle, 12 maart 1812 – 13 februari 1892) was een Belgisch katholiek politicus en industrieel.

## Levensloop
Nerinckx werd geboren als zoon van Henri-Joseph Nerinckx en Marie-Thérèse Van Cutsem, en trouwde met Henriette Nerinckx.
Beroepshalve was Nerinckx zoutzieder en suikerfabrikant.
In 1878 diende hij zijn ontslag in als schepen van Halle uit protest tegen de controversiële aanstelling van de liberaal Henri Claessens als burgemeester van Halle.
Na de gemeenteraadsverkiezingen van 1881 verdwenen de liberalen uit de gemeenteraad, maar weigerde Gustave Rolin-Jaequemyns, minister van Binnenlandse Zaken in de liberale Regering-Frère-Orban II hem tot burgemeester te benoemen.
Gedurende twee en een half jaar was hij waarnemend burgemeester van Halle, tot de nieuwe katholieke Regering-Malou hem bij Koninklijk besluit van 9 juli 1884 formeel benoemde tot burgemeester van Halle.
Zijn bestuursperiode was gekenmerkt door de machtsstrijd tussen de katholieken en liberalen dat zich onder andere vertaalde in de schoolstrijd, het verdedigen van de Mariabedevaart en het verbieden van de wekelijkse dansfeesten.
In 1890 wonnen de liberalen de gemeenteraadsverkiezingen en Nerinckx werd opgevolgd door Leopold De Boeck.
Zijn zoon Charles Nerinckx zou later ook burgemeester van Halle zijn van 1907 tot 1920.